# Brahea aculeata
Brahea aculeata là loài thực vật có hoa thuộc họ Arecaceae. Loài này được (Brandegee) H.E.Moore mô tả khoa học đầu tiên năm 1980.